# Polyrhaphis pilosa
Polyrhaphis pilosa là một loài bọ cánh cứng trong họ Cerambycidae.